# Rufino Blanco Sánchez
Rufino Blanco i Sánchez (Mantiel, Guadalajara, 16 de novembre de 1861 - Paracuellos del Jarama, Madrid, 3 d'octubre de 1936) fou un pedagog, filòleg i teòric de la lectura, bibliògraf i periodista espanyol d'orientació catòlica i neoescolàstica.

## Biografia
Sent encara nen es va traslladar amb els seus pares a Madrid. Es va llicenciar en Magisteri i va obtenir per oposició la Regència de l'Escola Annexa de la Normal Central de Madrid. Ja casat, va continuar els seus estudis i es va doctorar en Filosofia i Lletres a la Universitat Central, on va ser el deixeble predilecte de Marcelino Menéndez y Pelayo. Durant molts anys va ser professor de l'Escola de Criminologia, però la seva vocació pel Magisteri li va fer centrar les seves activitats en el camp de la Pedagogia i de la seva Història, ensenyant-la a l'Escola Normal Central de Madrid, al mateix temps que començava la seva trajectòria periodística escrivint cròniques per a diaris d'Amèrica i de les Filipines en 1886. Va ser després redactor de Las Enseñanza de Madrid en 1889 i copropietari i redactor d'El Magisterio Español junt amb Victoriano Fernández Ascarza i Ezequiel Solana, entre 1896 i 1902. Des de 1904 dirigí el diari catòlic El Universo.
En 1909 va ser comissionat amb altres companys pel llavors Ministre d'Instrucció Pública, Faustino Rodríguez-San Pedro, per crear i organitzar una Escola d'Estudis Superiors del Magisteri, equivalent a una Facultat Universitària de Pedagogia, però amb autonomia i llibertat d'acció, presidida per un comissari reial que depenia directament del ministre. El professorat era seleccionat lliurement de diversos centres docents espanyols i en el seu claustre de professors van figurar al costat d'ell, entre d'altres, José Ortega y Gasset, Eugenio Piñerúa, Pablo Martínez Strong, Ángel Vegue y Goldoni, Ricardo Beltrán y Rózpide, Juan Zaragüeta, Luis de Hoyos, Francisco de las Barras Aragón, Magdalena Fuentes i Anselmo González. En 1914 va aparèixer el primer Pla d'estudis que mereixés aquest nom i, unit al pla ministerial de creació i construcció d'escoles va engendrar a Espanya un nou Magisteri Nacional, ben format i dirigit.
Va defensar a l'escola primària la idea de l'Escola graduada, el nou sistema de la qual va aparèixer en la primera desena del segle XX: amb un mínim d'esforç s'aconseguiria un màxim rendiment. Va ser membre de la Junta per a l'Extinció de l'Analfabetisme i de la comissió Interministerial d'educació física. En 1920 va ser elegit vicepresident primer de la Junta directiva de l'Associació de la Premsa de Madrid. Des de 1921 va ser Conseller d'Instrucció Pública. En els seus múltiples viatges va conèixer el moviment pedagògic modern preconitzat per Claparéde, Binet, Kerschensteiner, Dewey, el cardenal Mercier i punts altres amb els quals mantenia relacions professionals. En 1927 va obtenir la càtedra de l'Escola Superior de Magisteri de Madrid, i en aquells dies va donar una conferència sobre Menéndez Pelayo, bibliógrafo i erudit. Va ser condecorat i va ocupar càrrecs rellevants en institucions culturals i polítiques. L'abril del 1936 va ocupar la vacant del polític José Sánchez Guerra y Martínez en la Reial Acadèmia de Ciències Morals i Polítiques, versant el seu discurs d'entrada sobre Fundamentos de Educación moral y de educación cívica. Pocs mesos després va ser assassinat durant les matances de Paracuellos
 el 3 d'octubre de 1936, quan comptava 75 anys.
Accidentalment va ser Governador Civil de Segòvia en l'època monàrquica. Com a periodista, va ser nomenat director de la revista El Universo en successió de Juan Manuel Ortí y Lara; dirigí també El Magisterio Español i codirigí La Educación Hispanoamericana; fou un col·laborador asidu del diari Abc, on va signar a vegades amb el seu nom i alters amb Un Crítico de la Alcarria.
Malgrat que era força prim, conseqüència d'un règim vegetarià, gaudia d'envejable salut i mai en la seva vida va estar malalt.
Com a professor de l'Escola Superior del Magisteri va realitzar una important labor en el terreny de la Bibliografia sobre educació. Representa el contrapunt neocatòlic a la pedagogia de la Institución Libre de Enseñanza de Giner, Cossío i molts altres. Com a mestre i formador de mestres va crear el Gabinet Antropomètric de l'Escola Model de Madrid, va introduir la cal·ligrafia vertical, va col·laborar en la implantació de les escoles graduades, va realitzar innnovacions en nombrosos aspectes de l'organització escolar i es va interessar per l'educació femenina, l'educació sexual, la coeducació i, molt en particular, per l'educació física, la higiene i el valor pedagògic dels jocs.
Hi ha alguns col·legis que porten el seu nom: a Madrid (al Carrer del General Álvarez de Castro, Districte de Chamberí), a Salamanca, a Guadalajara (Col·legi públic Rufino Blanco) al Carrer Fernández Iparraguirre, el Col·legi Públic d'Encinasola (Huelva) i el de Villarrubia de los Ojos (Ciudad Real).

## Obra
Rufino Blanco va publicar 57 obres, 40 d'elles didàctiques, d'entre les quals han tingut especial difusió Bibliografía pedagógica, Bibliografía general de Educación Física, Teoría de la Educación, Teoría de la enseñanza, Organización escolar, Apuntes sobre Biología pedagógica, Paidología y Pidotecnia, Apuntes sobre Biología pedagógica; Ideas de educación física del pueblo griego, según Philostrato "Peri Gymnastikees"; Bibliografía pedagógica del siglo XX, obra apareguda en les principals llengües europees i editada a Espanya per subscripció popular; Quintiliano y sus sistema de educación; Luis Vives, la Pedagogía científica y la Instrucción de la mujer cristiana; Rollin y el Tratado de los estudios i una sèrie de monografies entre les quals destaquen les dedicades a Plató, Pestalozzi, La Salle i Quintana; Tratado elemental de Pedagogía. També redactà els capítols de pedagogia continguts a l'Enciclopedia Espasa-Calpe.
Actualment pot dir-se que mereixen especial consideració les seves contribucions a l'àmbit filològic en ampli sentit, en particular el seu Tratado de Análisis de la Lengua Castellana (1909), model d'exposició metodològica en una tradició que probablement aquí culmina i desgraciadament va quedar interrompuda, així com l'Arte de la Lectura, publicat en 1894 i que el 1927 havia aconseguit la seva onzena edició. L'Arte de la Lectura constitueix, tant per la seva amplitud teòrica de criteris, més enllà del nucli tècnic de la lectura en veu alta, com pel seu concepte d'eficàcia pràctica i extensió, el tractat fonamental i més influent d'aquest gènere retòric en llengua espanyola. Consta d'uns preliminars com a introducció al coneixement tècnic i es divideix en tres parts: "De la obra legible", la més extensa, "Del lector" i "Del acto de leer", articulades amb penetrant sentit interdisciplinari, des de la didàctica i la retòrica fins a l'estètica i la teoria del llenguatge.